# Осадчий Олександр Пилипович
Олександр Пилипович Осадчий  (*14 вересня 1947, Київ, УРСР) — радянський, український композитор. Заслужений діяч мистецтв УРСР (1987).

## Біографія
Закінчив Київський педагогічний інститут (1970) та Київську консерваторію (1980).
Автор багатьох творів для естрадно-симфонічних оркестрів, музики до мультфільмів та телефільмів.
Пісні композитора виконували відомі українські естрадні співаки: Василь Зінкевич, Юрій Богатиков, Людмила Артеменко, Віктор Шпортько, Лідія Михайленко, Софія Ротару, Іван Мацялко та ін. Працював з поетами Ю. Рибчинським, Д. Луценком, М. Сингаївським, В. Крищенком, Л. Татаренком, М. Ткачем, О. Вратарьовим, Борисом Чіпом, О. Орачем, О. Кононенком. 
Був членом Національної спілки композиторів.
Емігрував до Німеччини. Живе у Штутгарті (з 1994).

## Фільмографія
Музика до мультфільмів:
- «Черевички» (1982)
- «Колосок» (1982)
- «Про всіх на світі» (1984)
- «Двоє справедливих курчат» (1984)
- «Людина і лев» (1985)
- «Знахідка» (1986)
- «Друзі мої, де ви?» (1987)
- «Людина з дитячим акцентом» (1987)
- «Останній бій» (1989)
- «Осінній вальс» (1989)
- «Три Паньки» (1989)
- «Навколо шахів» (1990. музичне оформлення)
- «Три Паньки хазяйнують» (1990)
- «Щасливий принц» (1990)
- «Три Паньки ярмаркують» (1991)
- «Богданчик і барабан» (1992)

Музика до телефільмів:
- «Легкі кроки» (1989. реж. О. Машкара)
- «За часів Гайхан-бея» (1991, реж. Ю. Суярко) та ін.